# 775
775(칠백칠십오)는 774보다 크고 776보다 작은 자연수다.

## 수학
- 합성수로, 그 약수는 1, 5, 25, 31, 155, 775다. 진약수의 합은 217이므로, 775는 부족수다.
- {\displaystyle 775=3^{3}+4^{3}+5^{3}+6^{3}+7^{3}}
  - 연속하는 자연수 5개의 세제곱합으로 나타낼 수 있으며, 이 성질을 지닌 앞의 수는 440, 다음 수는 1260이다.

## 과학·기술
- NGC 775(독일어판, 프랑스어판): 화로자리 방향에 있는 막대나선은하.
- 775 뤼미에르(영어판): 소행성.
- LGA 775: 인텔의 CPU 소켓.

## 군사
- U-775(영어판): 제2차 세계 대전에 사용된 나치 독일의 군용 잠수함.
- 775 해군 항공대(영어판): 과거 존재한 영국의 해군 항공대.

## 문화유산
- 대한민국의 보물 제775호: 금강반야바라밀경

## 기타
- 연도: 775년, 기원전 775년